# Scott Dann
Scott Dann (Liverpool, 1987. február 14. –) angol labdarúgó, aki jelenleg a Birmingham Cityben játszik, hátvédként.

## Pályafutása

### Walsall
Dann 2003-ban került a Walsall ifiakadémiájára, miután próbajátékon meggyőzte a klub vezetőit. Egy évvel később profi szerződést kapott. A 2004/05-ös szezonban állandó tagja volt a tartalékcsapatnak. Az idény vége felé kölcsönben a dán Køge BK-hoz igazolt. 2005 októberében a hatodosztályú Redditch Unitedhez került. Eredetileg a szezon végéig maradt volna, de 2006 januárjában visszahívta a Walsall.
Ezután a szintén hatodosztályú Hednesford Townhoz küldték, ahol három meccsen kapott lehetőséget, mielőtt sérülése miatt vissza kellett térnie a Walsallhoz. A 2006/07-es évadban fontos tagja lett csapatának, bár 2007 márciusában megsérült, így is nagy szerepe volt abban, hogy a gárda feljutott a harmadosztályba.

### Coventry City
Jó idénye után a Walsall egy hároméves szerződést adott neki, de így sem kerülhették el, hogy egy nagyobb csapat kedvéért távozzon. 2008 januárjában ismeretlen összeg ellenében a másodosztályú Coventry Cityhez igazolt. Itt is megállta a helyét és segített csapatának a bennmaradás kiharcolásában. 2008 márciusában az U21-es angol válogatottba is behívták. A 2008/09-es idényben ő volt a Coventry csapatkapitánya.

### Birmingham City
Dannt 2009. június 12-én leigazolta a Birmingham City. A csapat csak annyit árult el a vételárról, hogy ennyit még sosem fizettek védőért. A sportsajtó szerint egy 3,5 és 4 millió font közötti összegről lehet szó.

## Sikerei, díjai

### Walsall
- Az angol negyedosztály bajnoka: 2006/07

## Külső hivatkozások
- Scott Dann pályafutásának statisztikái a Soccerbase oldalon (angolul)